# Marina Confalone
Marina Confalone, née le 2 juin 1951 à Naples, en Campanie est une actrice italienne jouant pour le théâtre, le cinéma et la télévision.

## Biographie
Marina Confalone débute par le théâtre et joue notamment pour la compagnie d’Eduardo De Filippo qu’elle retrouve pour ses débuts à la télévision en 1976. Actrice habituée aux seconds rôles, elle alterne depuis la fin des années 1980 le cinéma et le théâtre. Après avoir remporté trois fois le prix David di Donatello de la meilleure actrice dans un second rôle (pour quatre nominations), elle obtient le prix de la meilleure actrice en 2002 pour son rôle dans le film Incantesimo napoletano de Paolo Genovese et Luca Miniero.

## Filmographie

### Au cinéma
- 1975 : Défense de toucher (L'infermiera) de Nello Rossati
- 1976 : Febbre da cavallo de Steno
- 1980 : La Cité des femmes (La città delle donne) de Federico Fellini
- 1980 : Fontamara de Carlo Lizzani
- 1981 : Le Marquis s'amuse (Il marchese del Grillo) de Mario Monicelli
- 1982 : Grog de Francesco Laudadio
- 1982 : Pappa e ciccia de Neri Parenti
- 1983 : Flirt de Roberto Russo
- 1983 : Effetti personali de Giuseppe Bertolucci et Loris Mazzetti
- 1983 : Don Chisciotte de Maurizio Scaparro
- 1984 : Così parlò Bellavista de Luciano De Crescenzo
- 1985 : Il mistero di Bellavista de Luciano De Crescenzo
- 1986 : Separati in casa de Riccardo Pazzaglia
- 1987 : Sembra morto... ma è solo svenuto de Felice Farina
- 1987 : Gentili signore d’Adriana Monti
- 1992 : Une famille formidable (Parenti serpenti) de Mario Monicelli
- 1992 : Io speriamo che me la cavo de Lina Wertmuller
- 1993 : Pacco, doppio pacco e contropaccotto de Nanni Loy
- 1993 : Arriva la bufera de Daniele Luchetti
- 1994 : Veleno de Bruno Bigoni
- 1995 : Croix et délices (Croce e delizia) de Luciano De Crescenzo
- 1995 : La Seconde fois (La seconda volta) de Mimmo Calopresti
- 1998 : Mots d’amour (La parola amore esiste) de Mimmo Calopresti
- 1998 : Berezina ou les Derniers Jours de la Suisse (Berezina oder die letzen Tage der Schweiz) de Daniel Schmid
- 1999 : Panni sporchi de Mario Monicelli
- 1999 : Le Doux murmure de la vie (Il dolce rumore della vita) de Giuseppe Bertolucci
- 2000 : Lontano in fondo agli occhi de Giuseppe Rocca
- 2002 : Une longue, longue, longue nuit d'amour (Una lunga, lunga, lunga notte d'amore) de Luciano Emmer
- 2002 : Incantesimo napoletano de Paolo Genovese et Luca Miniero
- 2006 : Tre donne morali de Marcello Garofalo
- 2013 : Amiche da morire de Giorgia Farina
- 2018 : Il vizio della speranza d'Edoardo De Angelis

### À la télévision
- 1976 : L’Arte della comedia d’Eduardo De Filippo
- 1978 : Il teatro di Eduardo d’Eduardo De Filippo
- 1978 : Quei figuri di tanti anni fa d’Eduardo De Filippo
- 1983 : Le avventure di Mozziconi de Paolo Fabbri
- 1985 : Sogni e bisogni de Sergio Citti

## Distinctions

### Prix
- Ruban d'argent de la meilleure actrice dans un second rôle en 1985 pour Così parlò Bellavista.
- David di Donatello de la meilleure actrice dans un second rôle en 1985 pour Così parlò Bellavista.
- David di Donatello de la meilleure actrice dans un second rôle en 1993 pour Arriva la bufera.
- David di Donatello de la meilleure actrice dans un second rôle en 1996 pour La seconda volta.
- Ciak d'oro de la meilleure actrice dans un second rôle en 1998 pour Mots d’amour (La parola amore esiste).
- Ciak d'oro de la meilleure actrice dans un second rôle en 1998 pour La parola amore esiste.
- David di Donatello de la meilleure actrice principale en 2002 pour Incantesimo napoletano.
- David di Donatello de la meilleure actrice dans un second rôle en 2019 pour Il vizio della speranza.
- Ruban d'argent de la meilleure actrice dans un second rôle en 2019 pour Il vizio della speranza.

### Nominations
- Ruban d'argent de la meilleure actrice dans un second rôle en 1994 pour Arriva la bufera.
- Ciak d'oro de la meilleure actrice dans un second rôle en 1994 pour Arriva la bufera.
- Ciak d'oro de la meilleure actrice dans un second rôle en 1996 pour La seconda volta.
- David di Donatello de la meilleure actrice dans un second rôle en 1998 pour Mots d’amour (La parola amore esiste).
- Ruban d'argent de la meilleure actrice dans un second rôle en 1999 pour Mots d’amour (La parola amore esiste).
- Ruban d'argent de la meilleure actrice dans un second rôle en 2008 pour Tre donne morali.